# Budynek administracyjny MTP
Budynek administracyjny MTP (pawilon 101, także: Dom Administracyjny) – neobarokowy budynek administracyjny Międzynarodowych Targów Poznańskich, zbudowany w latach 1924–1925 według projektu Stefana Cybichowskiego dla nowo utworzonych Targów Poznańskich. Podczas PeWuKi w 1929 budynek pełnił funkcję administracji wystawy.
Był jednym z dwóch obiektów o charakterze pałacowym, zamykających widok na tereny targowe od strony Dworca Głównego. Drugim był Pałac Targowy.
Składa się z dwóch zasadniczych brył: głównej, trójkondygnacyjnej, z nieistniejącym obecnie dwuspadowym dachem (w czasie PWK biura, restauracja i cukiernia) oraz stojącego na tyłach belwederu z salą balowo-koncertową. Charakterystyczny jest półowalny ryzalit z korynckimi pilastrami od strony dworca. Belweder charakteryzował się natomiast bardzo rozbudowaną sferą dekoracji (oculusy, festony, attyka, kartusz herbowy itp.). Zniszczenia II wojny światowej pozbawiły budynek większości dekoracji, dachu, a belweder odarły z większości dekoru. Pozostały m.in. para puttów z rogami obfitości i kartusz z datą budowy – 1925. Przez wiele powojennych lat na budynku umieszczony był charakterystyczny neon z napisem Witamy w Poznaniu.
Budynek na drugim piętrze mieścił w latach powojennych pracownię A-VII Wystaw i Targów Centralnego Biura Projektów Architektonicznych i Budowlanych w Warszawie, kierowaną przez prof. Bolesława Szmidta. Funkcjonowała tu także Pracownia Plastyczna Wystaw i Targów, zajmująca się oprawą plastyczną tego typu imprez. Oprócz pracowników etatowych (m.in. Henryk Jarosz, Henryk Marcinkowski i Henryk Peisert), do współpracy zapraszano m.in. Józefa Oźmina, Łucję Oźmin, Kazimierza Bieńkowskiego, Zbigniewa Kaję, czy Edmunda Łubowskiego.
Budynek odegrał istotną rolę w formowaniu się poznańskiego ośrodka telewizyjnego. W 1956 jedna z francuskich firm wyemitowała z tego miejsca (w ramach działań marketingowych i ekspozycyjnych) program telewizyjny, widoczny na monitorach w innych halach. Spowodowało to zainteresowanie władz otwarciem stałego ośrodka TV w Poznaniu, co stało się w 1957 (pierwszy program nadano 1 maja). Urządzenia ulokowano w obszernej sali recepcyjnej, a nową restaurację (Adrię) wybudowano obok.
W sąsiedztwie stoi Hala Przemysłu Ciężkiego.